# L'Anse-au-Clair
L'Anse-au-Clair es un pueblo canadiense situado en la provincia de Terranova y Labrador.

## Superficie
L'Anse-au-Clair tiene una superficie de 60,65 km².

## Demografía
En 2021, tenía 219 habitantes, una densidad poblacional de 3,6 hab./km², y 111 viviendas.